# 剣と魔法と学園モノ。3
『剣と魔法と学園モノ。3』（けんとまほうとがくえんモノ スリー）は、2010年10月7日に株式会社アクワイアより発売された3DダンジョンRPG。PlayStation 3版とPlayStation Portable版が同時発売。愛称は「ととモノ。3」。
『剣と魔法と学園モノ。2』（以下、前作）の続編にあたる。プレイヤーは3つある名門校のいずれかに入学し、パーティを組んでクエストをこなしてゆく。PSP版にはイベントボイスが無い。予約特典として『わくわくキャンパスガイド』と主題歌を担当するスフィアが出演するドラマCDが添付。

## システム
基本的には前作を踏襲しており、冒険者を養成する学校にキャラクターを入学させることから始まり、入学後は「クエスト」と呼ばれる依頼や課題を受けて、「迷宮」の探索へと向かうという流れになっている。

### キャラクターメイキング
今作では3つの学園の内どれか一つに入学することになる。それぞれの学園ごとにシナリオやクエスト、初期選択可能な学科、制服が異なる。
さらに名前、種族、性別、外見、学科を設定する。外見は髪型などをモンタージュ式に作成できる。また、性別に関係なく外見を決めることも可能であり、「男装の麗人」「男の娘」を作成することもできる。

### 相性
今作では種族間の相性は廃止され（厳密には設定にのみ残されている）、個人間の相性を自由に設定できるようになった。相性は「好き」「嫌い」の対象をそれぞれ一人ずつ選ぶことになっている。複数の相手から「好き」または「嫌い」とされたキャラクターにはスキルが発動する。また、両想い（互いに「好き」）やライバル（互いに「嫌い」）、特定の組み合わせでもスキルが発動する。

### 学科
選択できる学科（キャラクタークラス）は種族専用のものも含めて43個あり、シリーズの中で最も多い。今作では「万能系」「戦術系」「魔術系」「盗賊系」に系統わけされている。また、ストーリーが進むと「サブ学科」も選択できるようになる（マルチクラス）。
今作では装備品の制限は一切なく、魔術系でも重装備は可能である。ただし、装備時には必ず防御力・回避力・素早さに補正がかかるようになっている。得意な武器や防具ならプラスの補正がかかるが、苦手なものならばマイナスの補正がかかる。

#### 基本学科
普通科
万能系。能力は平均的でバランスがとれている。習熟単位が90を超えるとステータスのプラス補正がより強化される。
全武具を無難に使いこなせる。魔法は攻撃、回復、補助といずれも基本レベルに限り習得可能。
戦士
戦術系。接近戦を得意とする学科。
斧と金槌を得意とする。力と生命力に優れ、攻撃系スキルを習得するが魔法は覚えられない。
格闘家
戦術系。肉弾戦を得意とする学科。
武器は素手と拳(バグナウなど)で一撃の威力は低いが手数が多い。
ナイト
戦術系。守りに長けた学科。
剣・槍・盾の扱いを得意とする。「かばう」などの守備に関連する魔法とスキルを習得する。
盗賊
盗賊系。素早さと運が高い学科。
短剣と飛び道具を得意とする。宝箱の罠を調べたり、解除したりする技能を持ち、不意打ち系のスキルも覚えるが魔法は使えない。
狩人
戦術系。素早さは高いが守備に難のある学科。
弓を得意とする。複数を対象とした攻撃系スキルと状態異常を引き起こす魔法を習得する。
炎術師
魔術系。魔術系の中では比較的打たれ強い学科。
火属性の魔法を専門とする。そのため、攻撃魔法を中心に習得する。
水術師
魔術系。魔術系の中でも特に打たれ弱い学科。
水属性の魔法を専門とする。補助魔法を中心に習得する。
風術師
魔術系。打たれ弱いが素早い学科。
風属性の魔法を専門とする。攻撃魔法と回復魔法を中心に習得する。
土術師
魔術系。魔術系の中では守備に優れる学科。
土属性の魔法を専門とする。補助魔法を中心に習得する。
光術師
魔術系。回復魔法を最も多く使用できる学科。
光属性の魔法を専門とする。回復魔法を中心に習得する。攻撃魔法は数こそ少ないが極めて強力なものを習得する。
闇術師
魔術系。複数を対象とする攻撃魔法を比較的早く使用できる学科。
闇属性の魔法を専門とする。攻撃魔法を中心に習得する。
まにまに
魔術系。メインシナリオを攻略した後に使用できる隠し学科。
ほぼ全ての魔法を習得する上、魔法の威力も高い。ヒットポイントも高めであるが、武器攻撃は極端に苦手。

#### 種族専用学科
ガンナー
ヒューマン専用学科。
銃器の扱いに長けており、攻撃の命中率や威力が高い。
精霊使い
エルフ専用学科。
精霊を召喚することが可能。ただし、習得する魔法の数は多くない。
狂戦士
ドワーフ専用学科。
早くから強力な攻撃系スキルを習得しているため攻撃力が非常に高い。防御面でも優れる反面、魔法は使えず、単体攻撃に特化しているために多数の敵を相手にするのはやや苦手。
錬金術師
ノーム専用学科。
錬金をいつでもどこでもできる学科。その他、金槌での物理攻撃や攻撃魔法で戦うこともできる。
風水師
クラッズ専用学科。
得意な武器は鐘。風水魔法とよばれる特殊な補助・攻撃魔法を習得する。
賢者
フェアリー専用学科。
魔法使いの魔法に加え古の魔法も習得する、魔法のスペシャリスト。ただし、ヒットポイントは極端に少ない。
ビースト
フェルパー専用学科。
素手と拳を得意とする。体力と攻撃の成長率が高い。「無魔法」のスキルがあるため、サブ学科に魔術系を選択しても魔法は使えない。
竜騎士
バハムーン専用学科。
ヒットポイントが非常に高く、かばうや回復魔法で味方を守ることを得意とする。
死霊使い
ディアボロス専用学科。
特定の種族を狙い撃ちする死霊魔法を習得する。
堕天使
セレスティア専用学科。悪に堕ちることなく堕天使の力が使えるように開発された学科。
鎌による攻撃と強力な攻撃魔法を習得する。成長は遅め。

#### 特化学科
各学園ごとに選択できるものが異なる学科である。最初は自分の所属する学園のものしか選択できないが、イベントが進むことで他の学園の学科も選択できる。さらに、各学園には上級学科があり、これは所属する学園の生徒であっても最初は選ぶことができない。

##### ドラッケン学園
人形使い
万能系。人形を操り、敵を翻弄する支援や補助が得意。
武器「人形」を使うことに長ける。
ドクター
魔術系。
回復魔法に完全特化しており、一部の補助魔法を除いて回復魔法しか習得しない。
海賊
盗賊系。盗賊系にしては攻撃力・防御力は高い。
銃と剣を得意とする。スキルのせいで魔法は使えないが、広範囲を攻撃できる。
トリックスター
万能系。防具による素早さのプラス補正が大きい。
カードを得意とする。補助魔法・スキルを習得する。
パティシエ
万能系。攻撃力は高いが素早さは非常に低い。
短剣を得意とする。攻撃系スキルを数多く取得する。
牧師/シスター
魔術系。防具のマイナス補正がないため、魔術系にしては打たれ強い。
本を得意とする。光属性の攻撃魔法と回復魔法を習得するが、光術士には少し及ばない。
セイント/ヴァルキリー
戦術系に属する上級学科。攻撃に特化している反面、ヒットポイントが戦術系にしては低め。
剣を得意とする。攻撃魔法・スキルと回復魔法を習得する。
プリンス/プリンセス
戦術系に属する上級学科。能力は全般的に高めだが運だけが低い。
剣を得意とする。攻撃魔法・スキルと回復魔法を習得する。

##### プリシアナ学院
ダンサー
万能系。素早さと回避に優れる。
ムチを得意とする。味方を支援する特殊魔法「踊り」を習得する。
マニア
万能系。バランス型だが運が極端に低い。防具による素早さのプラス補正が大きい。
カメラと人形を得意武器とする。特殊魔法「ヲタ芸」を習得する。
ジャーナリスト
万能系。能力は全般的にやや低め。
カメラを得意武器とする。「魔物図鑑」を完成させるために必要な技能「チェック」をはじめから習得している。また、50単位で全てのスキルを習得する(他の学科は100単位)。
ツンデレ
万能系。攻撃面は優秀だがヒットポイントが低い。
槍を得意とする。火と水の攻撃魔法と回復魔法を習得する。
弟/妹
万能系。能力的にはバランス型。
本を得意とする。他のキャラクターの行動をそっくりそのまま行うスキル「真似事」が強力。
ヒーロー/ヒロイン
戦術系。戦士・ナイトを強化したような能力を持つ。
剣を得意とする。単体攻撃に特化したスキルが特徴。
アイドル
魔術系に属する上級学科。歌や踊りで仲間をサポートすることを得意とする。
得意武器はマイク。専用魔法である「歌魔法」はマイクがないと使えない。
執事/メイド
戦術系に属する上級学科。
刀を得意とする。味方を守るスキル・魔法を習得する。

##### タカチホ義塾
神主/巫女
魔術系。魔法関連の能力が高く、物理攻撃関連の能力が低いという典型的な魔法使い系。
棒を得意とする。「呪術」「御祓い」など独特の魔法を習得する。
予報士
万能系。精神力が高い。
火風土水の4大属性魔法を習得する。また、魔術系の補助スキルも多く習得する。
カンフー
戦術系。体力と攻撃の成長率が高い。
「格闘家」や「ビースト」に近いが、こちらは攻撃力がやや低い代わりに回避力に長ける。
折り紙士
魔術系。知恵と素早さが高い。
「紙技」という特殊な魔法を習得する。
侍
戦術系に属する上級学科。力と素早さに長ける。
刀を得意とする。攻撃魔法・スキル共に強力だが、防具にマイナス補正がかかるため防御面に不安が残る。
忍者/くのいち
盗賊系に属する上級学科。素早さに長ける。
俊敏な動きでのヒット&アウェイを得意とする。様々な魔法も習得するためどのような局面にも対応できる。

## 学園と登場人物
本作の登場人物を紹介する。なお、続編である『剣と魔法と学園モノ。3D / Final 〜新入生はお姫様!〜』（以下、『続編』）で再登場し、設定に変更のあるキャラクターもここで紹介する。配役は予約特典のドラマCDより

### ドラッケン学園・登場人物
大陸東方のノイツェシュタイン王国にある、千年の伝統を持つ冒険者養成学校。正統派で古風だが、生徒たちはそのことを誇りに感じている。モットーは「世界に羽ばたく英雄を養成すること」。
ゲシュタルト
エルフ。ドラッケン学園の校長。自らの魂を胸像に封じ込め、千年ものあいだ学園を見守り続けている。その外見のため、新入生や他の学園の生徒たちは仰天させられる。
カーチャ声 - 茅野愛衣
セレスティア。保健室の先生。堕天使ではあるが悪人ではなく、優しい先生。ただし、セクシーすぎるため保健室にいくと怪我が治るかわりに鼻血を出すといわれる。
『続編』にて堕天使になった理由が明らかにされる。
シュピール声 - 細野雅世
フェアリー。子どものような外見だが購買部・実験室を担当する先生。盗賊系の授業も受け持つ。本来は初等科にかよう年齢だが飛び級によって先生となった。カーチャのような大人の女性になることが目標。
ドレスデン
ヒューマン。戦士系の教科を担当する先生。軍人のような号令を好むが、軍隊に所属した経験はない。
キルシュトルテ声 - 豊崎愛生
ディアボロス。図書委員の1年生。ノイツェシュタイン王国の王女でもあるため、わがまま。ただ、本人によると友情には厚いらしい。メイドのクラティウスとは互いに主従を越えた感情を持っている。
クラティウス声 - 寿美菜子
フェルパー。1年生。キルシュトルテお付のメイド兼侍。日常の雑務からキルシュトルテのわがまままでこなすスーパーメイド。キルシュトルテとは互いに主従を越えた感情を持っている。
シュトレン声 - 谷井あすか
グラッズ。1年生。キルシュトルテお付のくのいち。キルシュトルテに対する態度はクールかつのんびりしたものである。
ジークムント声 - 木島隆一
バハムーン。1年生。所属学科は普通科だが勇者学科を自称する。「勇者」だけにタンスやツボを探すことと薬草を食べるのが好き。ベルタとフォルクスとパーティを組む。
ベルタ
ヒューマン。1年生。寡黙で凛々しい女戦士で、パーティが倒した敵のほとんどは彼女が倒したなどのうわさもあるが、本人はもっと女の子っぽくなりたいと思っている節がある。
フォルクス
ノーム。1年生。温厚だが、いまいち地味であることを気にしている。

### プリシアナ学院・登場人物
大陸西方にある学園で、冒険者養成学校としては最も新しい。そのせいか、新しいものを取り入れる気風に満ち、学科にも流行を取り入れたものが反映されている。モットーは「神々の叡智を新しい世代に伝えること」。
セントウレア
セレスティア。プリシアナ学院の校長。いつも大聖堂でパイプオルガンを弾いている。その様子と容姿端麗であることから、学院にはファンクラブも存在する。
リリィ声 - 峯香織
ディアボロス。保健室の先生。冷たい外見と何気なく発する不吉な言動から「死神先生」とあだ名されているが、とても優しい。
リコリス声 - 秋月まい
グラッズ。購買部・実験室担当の先生。非常に幼い外見からたびたび初等科の児童と間違われて憤慨する。人形やぬいぐるみが好きで、人形劇を披露することもある。
グラジオラス
ヒューマン。戦士系担当の先生。元冒険者であり、「英雄」の名の重さを知っており、それを次代に伝えることを目標としている。
フリージア声 - 山口翔平
エルフ。1年生の図書委員。セルシアの執事でもあり、セルシアのことになるといささかムキになることがある。
セルシア声 - 石井真
セレスティア。1年生で生徒会長。セントウレアの弟でもあり、容姿端麗かつ成績優秀なため多くの生徒たちから慕われている。
バロータ声 - 大須賀純
バハムーン。1年生。セルシアとよく行動するが、不良っぽいところがあるため、フリージアからは嫌われている。また、パティシエでもある。
レオノチス声 - 吉田聖子
ヒューマン。1年生。ヒーロー学科だが、勝手に「英雄学科」と読みかえている。元気いっぱいの少年だが、まだまだ弱く、必勝パターンを学習している。チューリップとブーゲンビリアとパーティを組む。
チューリップ声 - 高垣彩陽
フェアリー。1年生。世話好きのしっかりもの。秘密と噂話が大好き。
ブーゲンビリア声 - 木村拓
エルフ。1年生。アイドル学科なのだが、（エルフには珍しい）筋肉質の体型でオカマ。しかもすさまじい音痴で、彼のリサイタルは恐怖の対象となっている。
『続編』では音痴を克服し、弟のアマリリスとユニットを組み、人気アイドルとなった。

### タカチホ義塾・登場人物
大陸南方にあり、東方タカチホ大陸からの移民たちが建てた冒険者養成学校。東方タカチホ大陸の文化と伝統を継承することが重視されている。独立した学科ではないものの特に「スモウ」という格闘技が重視され、男女問わず必修科目とされている（ただし、女子生徒からは敬遠されている）。モットーは「大陸古来の文化と異文化の融合」。
サルタ
ドワーフ。タカチホ義塾の校長。用務員もかねており、校長の職務よりもそちらの方や農作業の方が好きなため、あまり校長室にはいない。
ウヅメ声 - 杉浦さつき
グラッズ。保健室と実験室の先生。アイドル兼くのいちであり、「お色気忍法が得意」といわれる。
イワナガ声 - 細野雅世
ヒューマン。購買部の先生で魔術系の講師でもある。その心根はとても優しく、それが教える術にも反映している。
ミナカタ
バハナーン。戦士系の先生。スモウを得意とし、これまでスモウで負けたことがないといわれる。生徒指導に血道をあげているため、生徒たちに嫌われやすい。
ネコマ声 - 世戸さおり
フェルパー。1年生の図書委員。アイドル兼くのいちであり、自分をセクシーに見せることに余念がない。キャラクターがかぶっているウヅメを少し苦手としている。ノッペとヌッペとパーティを組む。
ノッペ声 - 新沢真
ヒューマン。1年生。人形遣いの技に加えて変装なども得意としており、いつも面を顔に当てている。ネコマに対しては忠誠心にも似た思いで付き添っている。
ヌッペ声 - 大須賀純
ノーム。1年生。依代が不安定なため、体が崩れることもある。それが話し方にも反映されているのか朴訥な印象を与えるが知性は非常に高い。
カータロ声 - 山戸恵
ドワーフ。1年生。スモウが得意な怪力少年で、ミナカタを尊敬している数少ない生徒。ロクロのことが好き。
ロクロ声 - 戸松遥
エルフ。1年生。元々は武門の名家の出で、華やかなことが好き。カータロには「バカータロ」と呼ぶこともあるが仲は悪いわけではない。
トウフッコ声 - 水野樹里
フェアリー。1年生。いつも豆腐を携帯しており、豆腐を素材とした錬金術を開発中。ちなみにトウフッコの一族は一定の年齢になるまで性別がなく、その年齢になると性別を自分で決められるという特徴がある。

### モーディアル学園・登場人物
「始原の学園」とも呼ばれるこの世界で最初の冒険者養成学校。はるか昔に突如現れた大魔道士アガシオンによって廃墟となったが、今でも強大な闇の力を求める者たちによって復活が試みられている。
ソフィアール
天使（セレスティアではない本物の天使）。モーディアル学園の教師だったが、アガシオンが登場したとき、彼の力を抑えるために力を使い果たす。今では残留思念のみの存在となっている。
物語終盤および『続編』では実体を取り戻し、モーディアル学園の校長に復帰する。
アーちゃん
天界ハムスター。ソフィアールのペットだが、人語を話せる。モーディアル学園が復活すると臨時の図書委員になる。
アガシオン
ディアボロス。突然現れた大魔道士。廃墟と化したモーディアル学園で不良や番長たちを統率することから暗黒校長ともよばれる。今はソフィアールの残留思念によって力を抑えられている。
ネメシア
ディアボロス。元プリシアナ学院の先生でセントウレアの忠実な執事。アガシオンに仕える執事。
『続編』ではプリシアナ学院校長であるセントウレアの忠実な執事に復帰している。
ミカヅチ
バハムーン。元タカチホ義塾の先生。力のみを信奉するあまり、神聖なるスモウにて禁じ手を使ったことから義塾を去る。
『続編』ではタカチホ義塾に復帰し、特別講師として武術を教授する。
エデン声 - つばき三十朗
ヒューマン。元ドラッケン学園の2年生。「勇者」として後輩たちからも慕われる優等生だったが、突然学園から姿を消す。
『続編』ではモーディアル学園の生徒会長となる。
スティクス声 - 新沢真
エルフ。元ドラッケン学園の2年生。優れた精霊使いだったが、より強大な力を求めて学園を退学する。
『続編』ではモーディアル学園の生徒会役員。
ベコニア声 - 峯香織
フェルパー。元プリシアナ学院の2年生。優れた人形遣いだったが、さらに優れた人形を作るために人体実験にまで手を出したことから学院を追い出される。
『続編』ではプリシアナ学院に復帰し、リコリスの人形劇の演出を担当する。
アマリリス声 - 白雪碧
エルフ。元プリシアナ学院の2年生。ブーゲンビリアの弟。兄と異なり、少女のような顔立ちで人気のアイドルだったが、闇の生徒会メンバーとなる。
『続編』ではプリシアナ学院に復帰し、音痴を克服したブーゲンビリアと共にユニットを組む。
ヌラリ声 - 伊丸岡篤
ディアボロス。元タカチホ義塾の2年生。歳に似合わぬ貫禄を持つ義塾きっての秀才だったが、失恋を契機に荒れ、義塾を退学して闇の生徒会メンバーとなる。
物語後半および『続編』ではジャコツと恋仲となり、バカップルぶりを見せつけるようになる。
ジャコツ声 - 茅野愛衣
ノーム。元タカチホ義塾の2年生。ヌラリの側近。
物語後半および『続編』ではヌラリと共に、復活したモーディアル学園の生徒会役員となる。

## 主題歌
- 「かってな成長期」
  - 歌 - スフィア
  - 作詞 - 畑亜貴
  - 作曲・編曲 - 黒須克彦

## 漫画
キシリトヲル作で『チャンピオンRED いちご』 Vol.26 - 31に「剣と魔法と学園モノ。」のタイトルで掲載。